# Махек
Махек (исп. Magec, гуанч. Ma-ɣeq то есть «обладает сиянием») — божество солнца в мифологии гуанчей, аборигенов острова Тенерифе в составе Канарских островов.
Согласно легенде, злой демон Гуайота однажды заточил Махека внутри вулкана Тейде (Эчейде) и под покровом наступившей темноты стал совершать нападения на мирное население. Испуганные жители Тенерифе обратились к богу неба Ачаману за помощью. Ачаман освободил Махека и посадил на его место Гуайоту, закрыв выход из вулкана «пробкой», которая и сейчас заметно отличается по цвету от остального камня.